# Magnolia wielkolistna
Magnolia wielkolistna (Magnolia macrophylla Michx.) – gatunek drzew lub krzewów, należący do rodziny magnoliowatych. Występuje na południowym wschodzie Stanów Zjednoczonych. Odkryta w 1759 roku w górzystych rejonach Karoliny Południowej.

## Morfologia

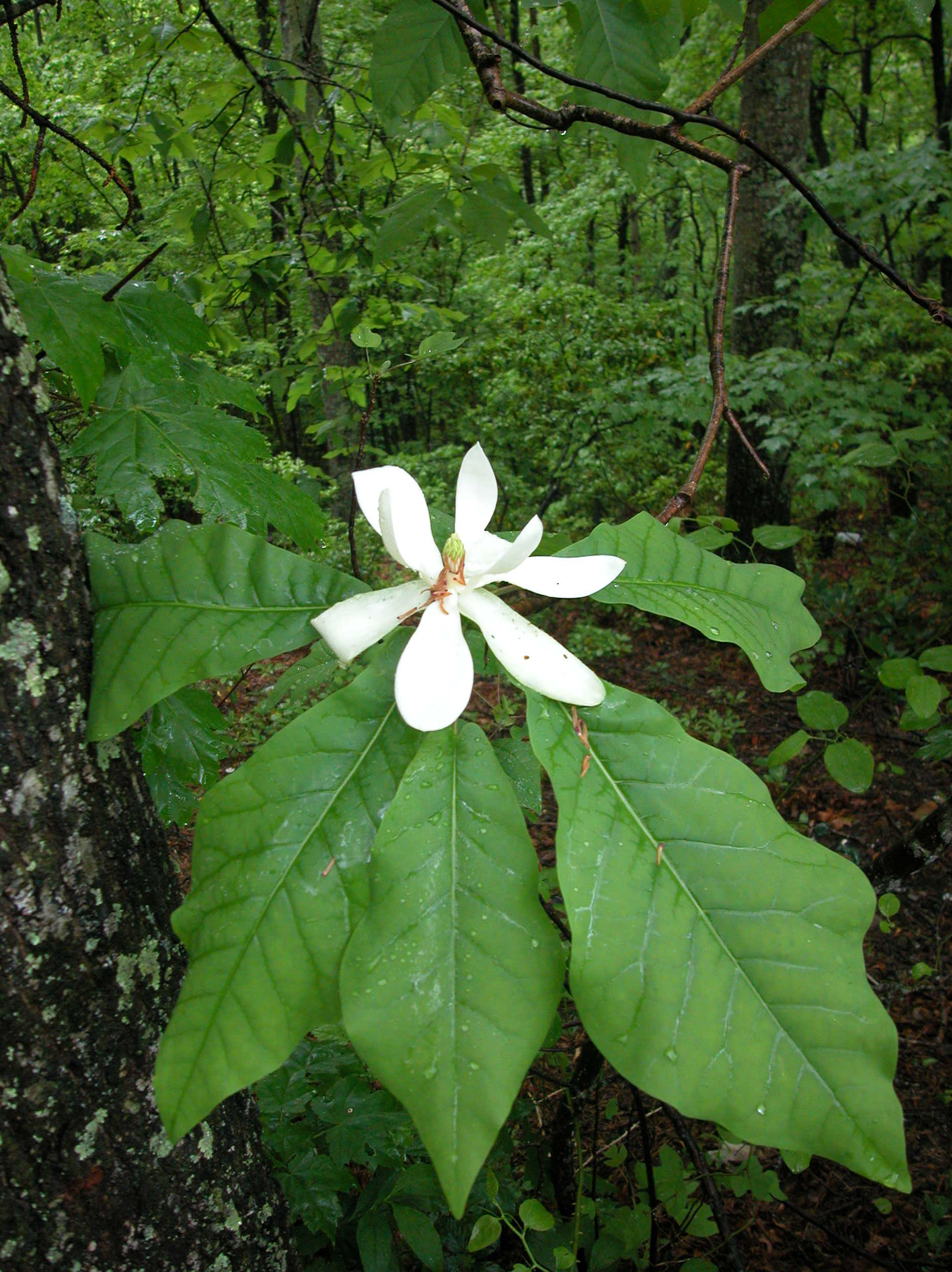
Kwiat i liście

PokrójDrzewo dorastające do 15 m wysokości o kolumnowej, szerokiej sylwetce.
KoraBladoszara i gładka.
LiścieNajwiększe spośród wszystkich magnolii. Odwrotnie jajowate lub eliptyczne. Osiągają 90 cm długości i 30 cm szerokości, są bardzo cienkie i wyraźnie unerwione. Z wierzchu jasnozielone i gładkie, od spodu niemal białe. Wyrastają w okółkach na wierzchołkach sztywnych pędów.
KwiatyDuże, pachnące, kremowo-żółte. Osiągają średnicę 30 cm.
OwoceOwocostan nieregularnego kształtu dorastający do 7,5 cm długości z charakterystycznymi jasnoczerwonymi nasionami.

## Biologia i ekologia
Fanerofit. Roślina jednopienna, owadopylna. Kwitnie wiosną lub wczesnym latem. Rośnie na urodzajnych i wilgotnych glebach leśnych, w osłoniętych dolinach na wysokości 150–300 m n.p.m.

## Zastosowanie
Czirokezi używali głównie kory na szereg dolegliwości zdrowotnych. Gatunek bywa również uprawiany jako roślina ozdobna.